# Xian de Luan
Pour les articles homonymes, voir Luan (homonymie).
Le xian de Luan (滦县 ; pinyin : Luán Xiàn) est un district administratif de la province du Hebei en Chine. Il est placé sous la juridiction de la ville-préfecture de Tangshan.

## Démographie
La population du district était de 533 606 habitants en 1999.